# Augapfelplanet

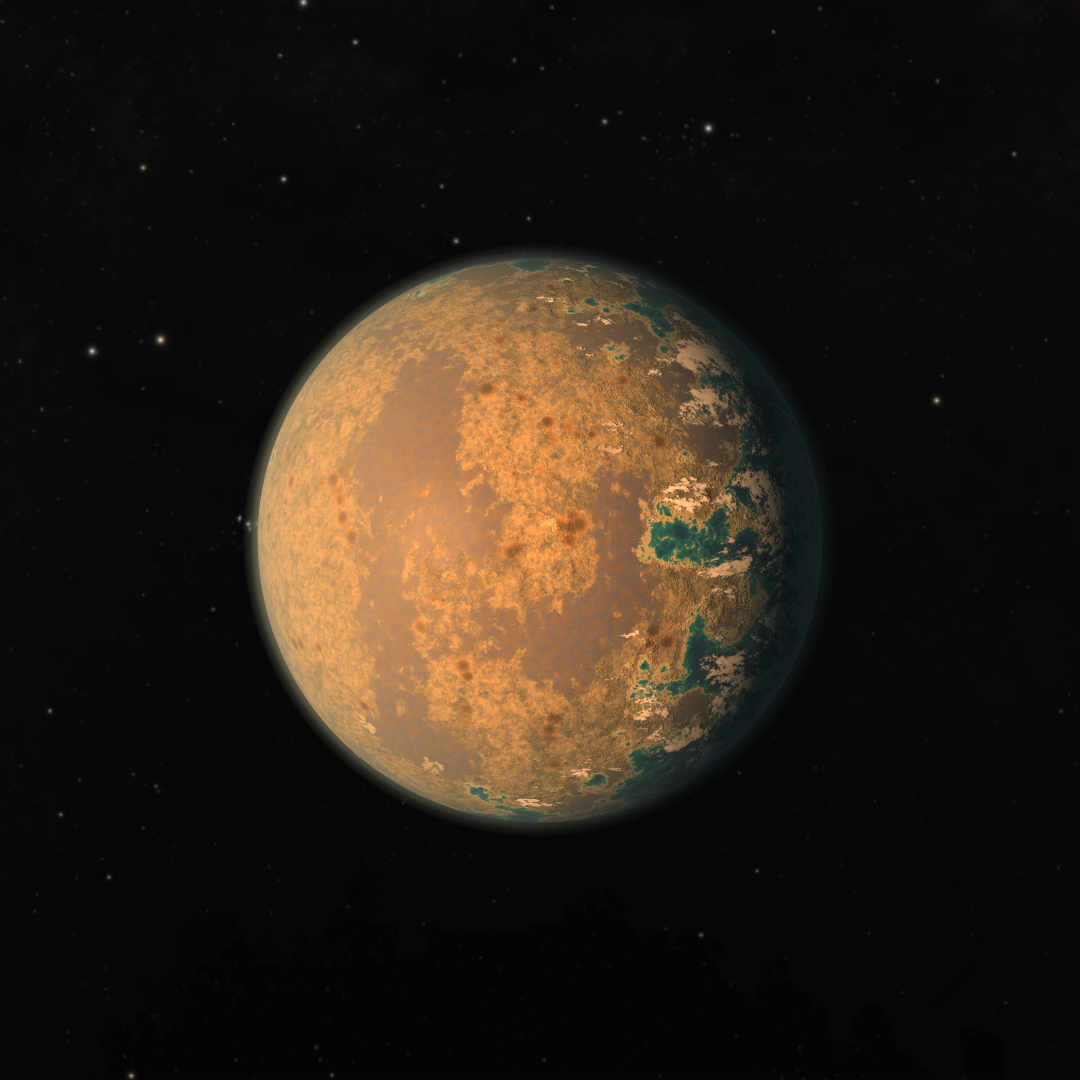
Künstlerische Darstellung eines heißen Augapfelplaneten

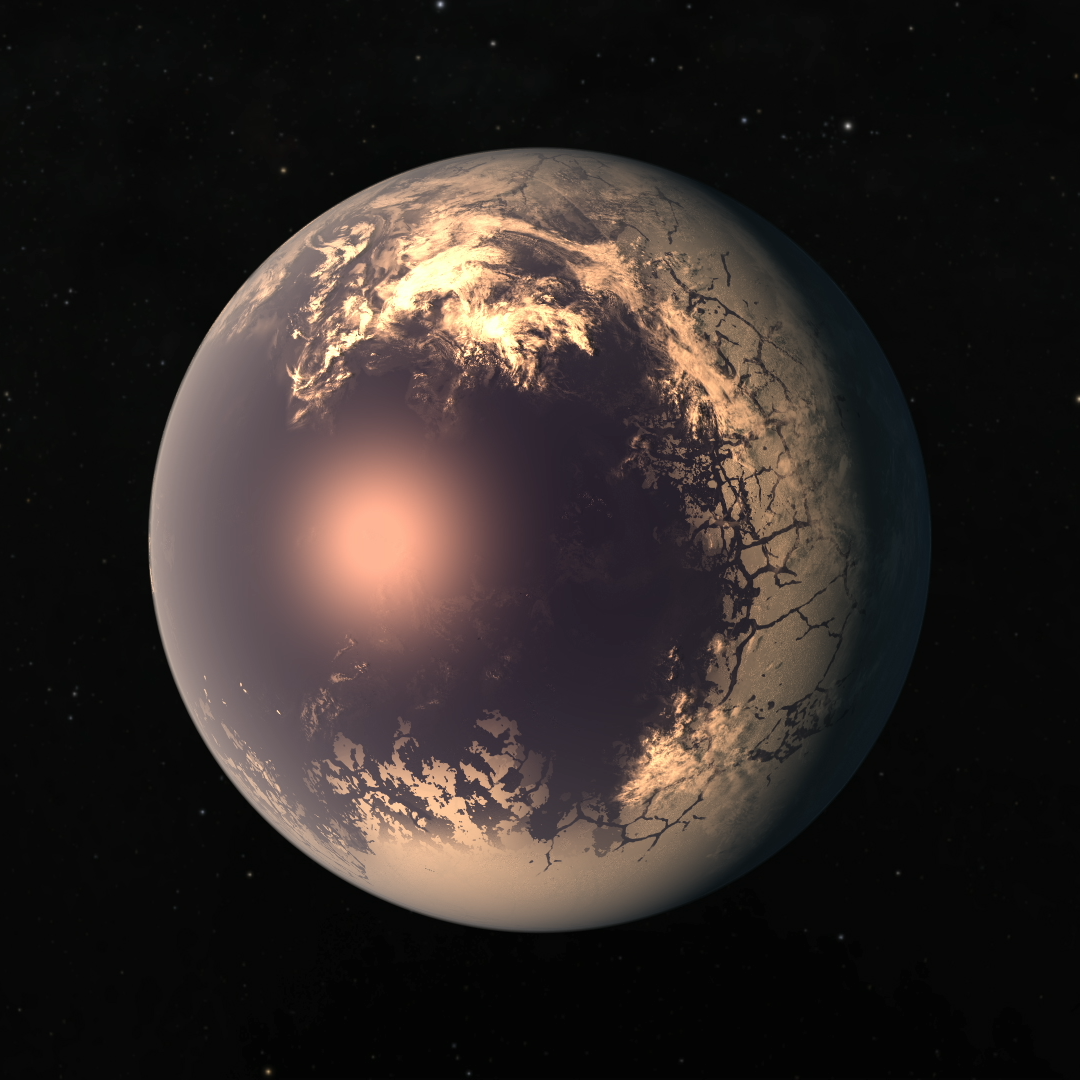
Künstlerische Darstellung eines kalten Augapfelplaneten

Ein Augapfelplanet (englisch Eyeball planet) ist eine hypothetische Klasse von terrestrischen Exoplaneten, die in der habitablen Zone sind, die jedoch eine gebundene Rotation mit ihrem Zentralstern aufweisen.

## Hintergrund

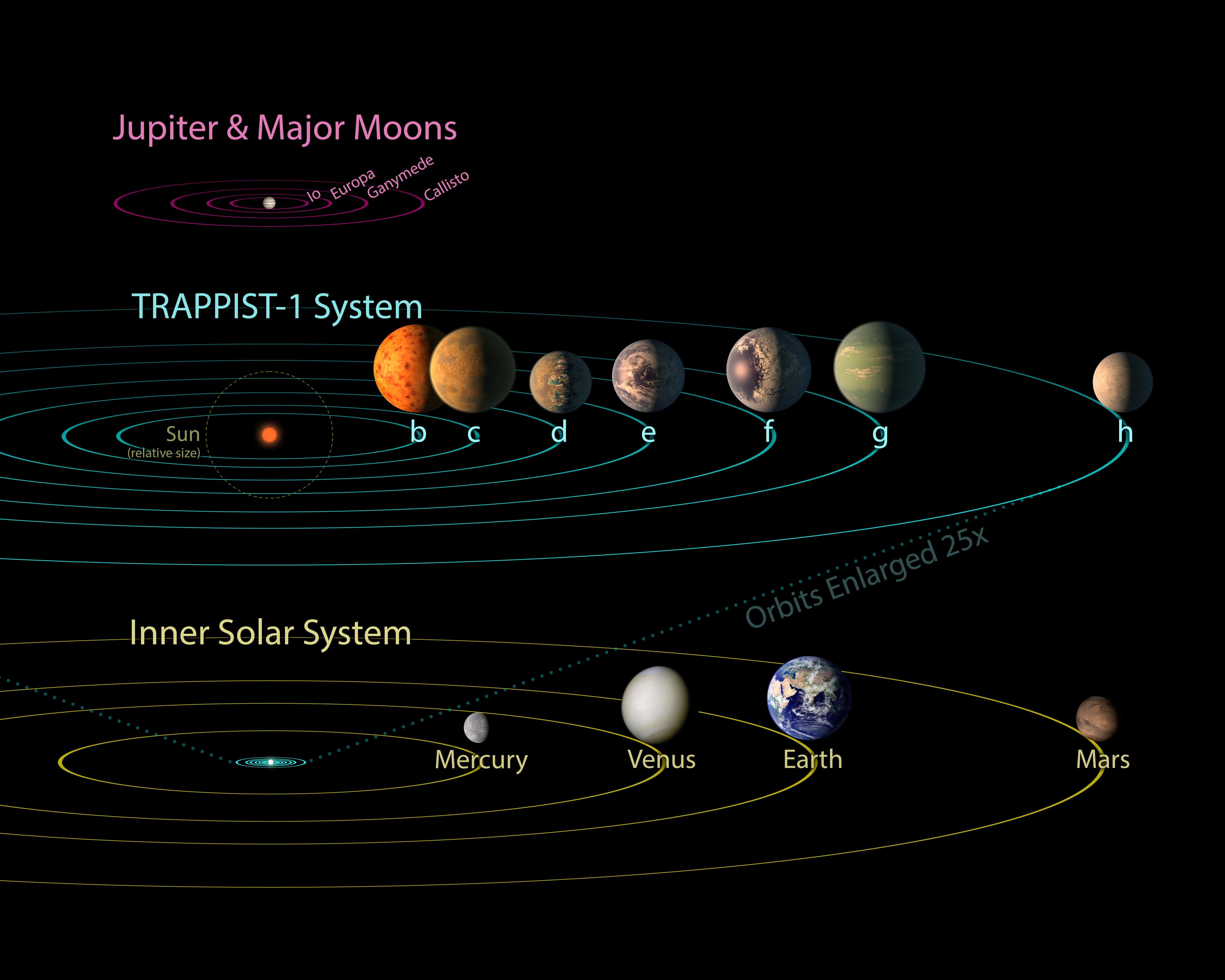
Vergleich der Bahnen der Trappist-1-Planeten zu den Bahnen der Monde um Jupiter sowie zum inneren Sonnensystem

Die Überlegungen zum Einfluss der Rotation von Planeten sind vor allem motiviert durch die hohe Anzahl an Roten Zwergen im Universum und auch in unserer Nachbarschaft. Eines der zentralen Probleme bezüglich der Bewohnbarkeit von Roten Zwergen ist ihre extrem geringe Leuchtkraft, weshalb Planeten deutlich näher an ihren Zentralstern kommen müssen, um in die habitable Zone zu kommen. Dadurch werden jedoch auch die gravitativen Wechselwirkungen mit dem Zentralstern extrem verstärkt und man geht in den meisten Fällen davon aus, dass Planeten in der habitablen Zone um Rote Zwerge keine Eigenrotation besitzen, ihrem Zentralstern also immer dieselbe Seite zuwenden, wie der Erdmond zur Erde oder die Jupitermonde zum Jupiter.
Bisher wurden sehr viele terrestrische Planeten in der habitablen Zone um Rote Zwerge gefunden. Dies liegt nicht nur an der Vielzahl von Roten Zwergen, sondern auch daran, dass diese leuchtschwachen Sterne die Entdeckung von terrestrischen Exoplaneten im Vergleich zu größeren Sternen deutlich vereinfachen. Durch ihre geringe Größe und Leuchtkraft werden sie sowohl stärker verdeckt als auch gravitativ von ihren Begleitern stärker beeinflusst, sodass dies die Entdeckung von Exoplaneten mit den beiden etablierten Methoden – Transitmethode und Radialgeschwindigkeitsmethode – stark vereinfacht.

## Eigenschaften
Ein Augapfelplanet lässt sich grob in 3 Zonen einteilen. Auf der Tagzone ist es immer hell und dadurch auch deutlich heißer als auf der Nachtseite. Eine Atmosphäre könnte Wärme von der Tag- auf die Nachtseite transportieren und umgekehrt. Dazwischen würde sich eine Dämmerungszone befinden, in der möglicherweise starke Stürme auftreten könnten, hervorgerufen durch die Kollision der extremen Temperaturunterschiede ähnlich wie auf der Erde (zum Beispiel Tornados), jedoch verstärkt. Im Falle eines heißen Augapfelplaneten würde jegliches Wasser auf der Tagseite verdunsten, könnte dafür auf der Nachtseite abregnen. Im umgekehrten Falle eines kalten Augapfelplaneten würden sich auf der Nachtseite riesige Gletscher befinden, aber möglicherweise könnte auf der Tagseite flüssiges Wasser existieren, wodurch in dem Falle die Tagseite die lebensfreundlichere wäre. Ob derartige Situationen auf längere Sicht dynamisch stabil sind, ist durchaus umstritten. Möglicherweise würde im einen Fall das verdunstende Wasser eine extrem dichte Atmosphäre mit extremem Treibhauseffekt erzeugen, im anderen Fall könnte durch das hohe Rückstrahlvermögen des Eises dieses sich möglicherweise über einen tagseitigen Ozean ausbreiten und so zum Einfrieren eines kalten Augapfelplaneten führen.

## Ausblick
Mit dem James-Webb-Weltraumteleskop sowie auch mit neueren erdgebundenen Teleskopen, wie zum Beispiel dem ELT lassen sich möglicherweise in naher Zukunft die Atmosphären von Planeten in derartigen Konstellationen untersuchen, wodurch man sich weitere Hinweise zur Dynamik dieser Planeten erhofft.

## Beispiele (Kandidaten)
- Planeten im Trappist-1-System
- Proxima Centauri b